# In der Tiefe des Schachtes
In der Tiefe des Schachtes ist ein mittellanges, deutsches Stummfilmmelodram aus dem Jahre 1912 von Joe May mit seiner Ehefrau Mia May und Otz Tollen in den Hauptrollen.

## Handlung
Zum Inhalt der Geschichte sind nur rudimentäre Informationen überliefert: Baron von Waldberg ist der Besitzer einer Minengrube. Er hat ein Auge auf Else, die junge Tochter des Obersteigers, geworfen, verführt diese und lässt sie „entehrt“ zurück. Als ein Unglück droht, steigen der Steiger und der Bergwerksdirektor tief in das Mineninnere hinab und finden die tote Tochter des Obersteigers, die sich in den Bergwerksbesitzer verguckt hatte und sich aus Scham ihrer unerwiderten Liebe das Leben genommen hatte. Es kommt zu einer tragischen Auseinandersetzung zwischen den beiden Kontrahenten, Vater und Grubenchef, in der Tiefe des Schachtes, bei der der Steiger eine Grubenlampe zerschlägt. Durch die austretenden Gase kommt es zu einem Schlagwetter, einer gewaltigen Explosion.

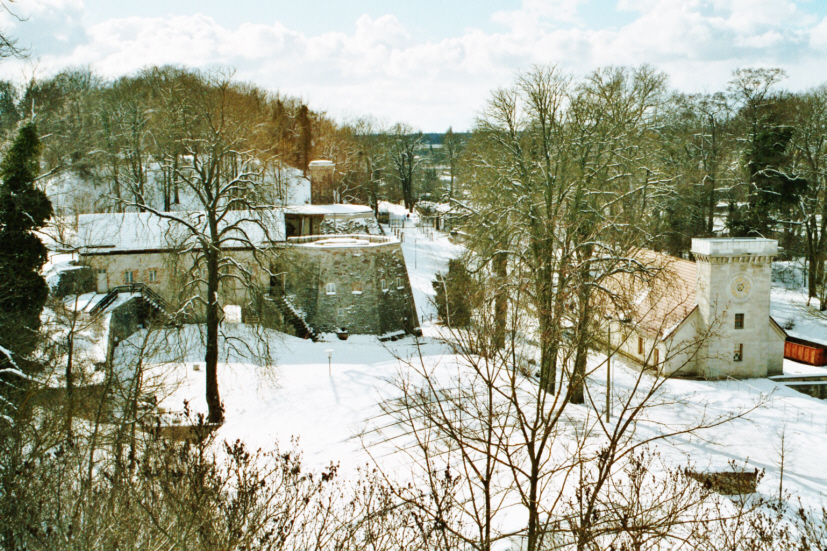
Drehort Museumspark Rüdersdorf

## Produktionsnotizen
In der Tiefe des Schachtes entstand im Herbst 1912 in Berlins Continental-Kunstfilm-Atelier in der Chausseestraße 123 sowie mit Außenaufnahmen im Freilichtatelier der Rüdersdorfer Kalkberge nahe der Reichshauptstadt. Der 854 Mark teure Film mit einer Länge von (als Zweiakter) 770 Metern bzw. (als gekürzter Dreiakter bei der Wiederzensurierung 1923) 758 Metern passierte im Oktober 1912 die Zensur und wurde am 15. November 1912 in Wien uraufgeführt. Die deutsche Premiere fand einen Tag später statt.
Die beiden Hauptdarsteller Mia May und Otz Tollen gaben hier ihr Filmdebüt.

## Wissenswertes
Für Joe May war dies seine erste reguläre Kinofilminszenierung. Im Vorjahr (1911) weilte er mit seiner an ein Hamburger Theater verpflichteten Gattin Mia in der Hansestadt. Mia May wirkte in der Operettenrevue „Rund um die Alster“ mit, die ab dem 30. September 1911 ein Jahr en suite am Neuen Operettentheater aufgeführt wurde. Für den Zwischenakt des Bühnenstücks drehte Joe May im September des Jahres am Großen Burstah eine zwei Akte kurze, phantasiereiche Sequenz mit Gustav Beer und Marga Wieder, die dann als filmischer Abschnitt in die Revue eingefügt wurde. Später gab man dem Filmchen den Titel „Die Fahrt nach Hamburg“.